# Пинто, Анибаль
Анибаль Пинто Гарендия (исп. Aníbal Pinto Garendia, 15 марта 1825, Сантьяго — 9 июня 1884, Вальпараисо) — чилийский политик, президент Чили с 1876 до 1881 год.

## Ранние годы
Родился в Сантьяго, был сыном бывшего чилийского президента — генерала Франсиско Антонио Пинто и Луисы Гармендии Альдурральде. Завершил образование в Колехио Архентино де Сантьяго (исп. Colegio Argentino de Santiago) и Институт Насьональ (исп. Instituto Nacional). В возрасте 20 лет он поступил на службу в МИД, где был назначен заместителем секретаря чилийской дипломатической миссии при Святом Престоле. Он вернулся в Чили через 2 года, в 1850 году. Ещё 2 годами позже, он был избран в нижнюю палату конгресса и был переизбран несколько раз. Затем он стал сенатором, и в 1861 году был назначен интендантом Консепсьона; эту должность он удерживал 10 лет. Там он женился на Дельфине де ла Крус, дочери генерала Хосе Марии де ла Крус и Хосефы Саньярту Трухильо.
В 1871 году президент Федерико Эррасурис Саньярту назначил его министром обороны, с этой должности, он стал кандидатом в президенты. Сначала он одержал победу над Мигелем Луисом Амунатеги в либеральных предварительных выборах, а затем — над Бенхамином Викунья Макенном на президентских выборах.

## Администрация
Его правление началось во время самого свирепого чилийского экономического кризиса XIX века. Это осложнилось наводнением 1876 года, что плохо повлияло на только появляющуюся инфраструктуру. Землетрясение 9 мая 1877 года завершило опустошения. При таком сложном стечении обстоятельств, он отменил конвертируемость валюты — мера, защитившая банки и сохранившая общественное доверие, но приведшая к враждебности оппозиции.
Однако, основной кризис администрации заключался в начале Второй тихоокеанской войны против Перу и Боливии. Он сумел успешно справиться с первым натиском, в то же время заручился очень важным нейтралитетом Аргентины. 23 июля 1881 года он подписал договор с Аргентиной, обеспечивающий им суверенитет над западом Патагонии и Огненной Земли, что ранее оспаривалось двумя странами. Он также сумел захватить Антофагасту и Тарапаку, и использовал эти земли как новый источник доходов для финансирования продолжающейся войны.

## Последующая жизнь
После ухода из политики, долг, который он лично гарантировал, заставил его продать все его имущество, после чего он переехал в очень скромный дом возле площади Победы в Вальпараисо. Хотя ему предложили место сенатора или посла в разные посольства по Европе, он решил работать переводчиком для железнодорожных компаний. Умер в Вальпараисо в 1884 году.